# Atletismo nos Jogos Olímpicos de Verão de 2016 - 400 m feminino
A competição dos 400 metros rasos feminino do atletismo nos Jogos Olímpicos de Verão de 2016 aconteceu entre os dias 13 e 14 de agosto no Estádio Olímpico.

## Calendário
Horário local (UTC-3).
| Data                          | Horário | Fase          |
| ----------------------------- | ------- | ------------- |
| Sábado, 13 de agosto de 2016  | 11:00   | Eliminatórias |
| Domingo, 14 de agosto de 2016 | 20:35   | Semifinais    |
| Segunda, 15 de agosto de 2016 | 22:45   | Final         |

## Medalhistas
| Ouro   | BAH Shaunae Miller   |
| Prata  | USA Allyson Felix    |
| Bronze | JAM Shericka Jackson |

## Recordes
Antes desta competição, os recordes mundiais e olímpicos da prova eram os seguintes:
| Tipo | Atleta           | Tempo   | Local    | Data                 |
| ---- | ---------------- | ------- | -------- | -------------------- |
|      | Marita Koch      | 47,60 s | Canberra | 6 de outubro de 1985 |
|      | Marie-José Pérec | 48,25 s | Atlanta  | 29 de julho de 1996  |

## Resultados

### Eliminatórias
Qualificação: Os primeiros 2 em cada bateria (Q) e os 8 mais rápidos (q) avançam para as semifinais.

#### Bateria 1
| Pos. | Atleta                  | CON           | Tempo | Notas                |
| ---- | ----------------------- | ------------- | ----- | -------------------- |
| 1    | Stephenie Ann McPherson | JAM Jamaica   | 51.36 | Q                    |
| 2    | Patience Okon George    | NGR Nigéria   | 51.83 | Q                    |
| 3    | Anneliese Rubie         | AUS Austrália | 51.92 | q,                   |
| 4    | Yuliya Olishevska       | UKR Ucrânia   | 52.45 |                      |
| 5    | Djénébou Danté          | MLI Mali      | 52.85 |                      |
| 6    | Nirmala Sheoran         | IND Índia     | 53.03 |                      |
| 7    | Gunta Latiševa-Čudare   | LAT Letônia   | 53.08 | Recorde da temporada |

#### Bateria 2
| Pos. | Atleta             | CON                | Tempo | Notas                |
| ---- | ------------------ | ------------------ | ----- | -------------------- |
| 1    | Allyson Felix      | USA Estados Unidos | 51.24 | Q                    |
| 2    | Olha Zemlyak       | UKR Ucrânia        | 51.40 | Q                    |
| 3    | Tamara Salaški     | SRB Sérvia         | 52.70 |                      |
| 4    | Tsholofelo Thipe   | RSA África do Sul  | 52.80 |                      |
| 5    | Iveta Putalová     | SVK Eslováquia     | 52.82 | Recorde da temporada |
| 6    | Aauri Bokesa       | ESP Espanha        | 53.51 |                      |
| 7    | Seren Bundy-Davies | GBR Grã-Bretanha   | 53.63 |                      |

#### Bateria 3
| Pos. | Atleta                 | CON                | Tempo | Notas |
| ---- | ---------------------- | ------------------ | ----- | ----- |
| 1    | Phyllis Francis        | USA Estados Unidos | 50.58 | Q     |
| 2    | Kemi Adekoya           | BRN Bahrein        | 50.72 | Q     |
| 3    | Margaret Bamgbose      | NGR Nigéria        | 51.43 | q     |
| 4    | Patrycja Wyciszkiewicz | POL Polônia        | 52.02 | q,    |
| 5    | Alicia Brown           | CAN Canadá         | 52.27 |       |
| 6    | Jailma de Lima         | BRA Brasil         | 52.65 |       |
| 7    | Justine Palframan      | RSA África do Sul  | 53.96 |       |

#### Bateria 4
| Pos. | Atleta                   | CON                | Tempo | Notas |
| ---- | ------------------------ | ------------------ | ----- | ----- |
| 1    | Natasha Hastings         | USA Estados Unidos | 51.31 | Q     |
| 2    | Christine Ohuruogu       | GBR Grã-Bretanha   | 51.40 | Q     |
| 3    | Maria Benedicta Chigbolu | ITA Itália         | 52.06 |       |
| 4    | Lydia Jele               | BOT Botsuana       | 52.24 |       |
| 5    | Olha Bibik               | UKR Ucrânia        | 52.33 |       |
| 6    | Kendra Clarke            | CAN Canadá         | 53.61 |       |
| 7    | Vijona Kryeziu           | KOS Kosovo         | 54.30 |       |

#### Bateria 5
| Pos. | Atleta           | CON                          | Tempo | Notas                |
| ---- | ---------------- | ---------------------------- | ----- | -------------------- |
| 1    | Shaunae Miller   | BAH Bahamas                  | 51.16 | Q                    |
| 2    | Morgan Mitchell  | AUS Austrália                | 51.30 | Q                    |
| 3    | Ruth Spelmeyer   | GER Alemanha                 | 51.43 | q,                   |
| 4    | Emily Diamond    | GBR Grã-Bretanha             | 51.76 | q                    |
| 5    | Kanika Beckles   | GRN Granada                  | 52.41 | Recorde da temporada |
| 6    | Bianca Răzor     | ROU Romênia                  | 52.42 | Recorde da temporada |
| 7    | Kineke Alexander | VIN São Vicente e Granadinas | 52.45 |                      |

#### Bateria 6
| Pos. | Atleta           | CON          | Tempo   | Notas |
| ---- | ---------------- | ------------ | ------- | ----- |
| 1    | Salwa Eid Naser  | BRN Bahrein  | 51.06   | Q,    |
| 2    | Libania Grenot   | ITA Itália   | 51.17   | Q     |
| 3    | Floria Gueï      | FRA França   | 51.29   | q     |
| 4    | Cátia Azevedo    | POR Portugal | 52.38   |       |
| 5    | Mariam Kromah    | LBR Libéria  | 52.79   |       |
| 6    | Nguyễn Thị Huyền | VIE Vietnã   | 52.97   |       |
| 7    | Irini Vasiliou   | GRE Grécia   | 54.37   |       |
| 8    | Maryan Nuh Muse  | SOM Somália  | 1:10.14 |       |

#### Bateria 7
| Pos. | Atleta                 | CON             | Tempo   | Notas |
| ---- | ---------------------- | --------------- | ------- | ----- |
| 1    | Shericka Jackson       | JAM Jamaica     | 51.73   | Q     |
| 2    | Kabange Mupopo         | ZAM Zâmbia      | 51.76   | Q     |
| 3    | Justyna Święty         | POL Polônia     | 51.82   | q     |
| 4    | Christine Botlogetswe  | BOT Botsuana    | 52.37   |       |
| 5    | Omolara Omotosho       | NGR Nigéria     | 53.22   |       |
| 6    | Elina Mikhina          | KAZ Cazaquistão | 53.83   |       |
| 7    | Dalal Mesfer Al-Harith | QAT Catar       | 1:07.12 |       |

#### Bateria 8
| Pos. | Atleta                   | CON             | Tempo | Notas |
| ---- | ------------------------ | --------------- | ----- | ----- |
| 1    | Christine Day            | JAM Jamaica     | 51.54 | Q     |
| 2    | Carline Muir             | CAN Canadá      | 51.57 | Q     |
| 3    | Małgorzata Hołub         | POL Polônia     | 51.80 | q     |
| 4    | Geisa Coutinho           | BRA Brasil      | 52.05 |       |
| 5    | Aliyah Abrams            | GUY Guiana      | 52.79 |       |
| 6    | Mariama Mamoudou Ittatou | NIG Níger       | 54.32 |       |
| –    | Anastassya Kudinova      | KAZ Cazaquistão | 56.03 | DSQ   |

### Semifinais
Qualificação: 2 primeiros de cada bateira (Q), mais os 2 melhores tempos (q) foram classificados a final.

#### Semifinal 1
| Pos. | Raia | Atleta                  | CON                | Reação | Tempo | Notas |
| ---- | ---- | ----------------------- | ------------------ | ------ | ----- | ----- |
| 1    | 6    | Phyllis Francis         | USA Estados Unidos | 0.189  | 50.31 | Q     |
| 2    | 5    | Stephenie Ann McPherson | JAM Jamaica        | 0.158  | 50.69 | Q     |
| 3    | 4    | Olha Zemlyak            | UKR Ucrânia        | 0.189  | 50.75 | q,    |
| 4    | 3    | Kemi Adekoya            | BRN Bahrein        | 0.161  | 50.88 |       |
| 5    | 7    | Christine Ohuruogu      | GBR Grã-Bretanha   | 0.145  | 51.22 |       |
| 6    | 2    | Ruth Spelmeyer          | GER Alemanha       | 0.155  | 51.61 |       |
| 7    | 8    | Margaret Bamgbose       | NGR Nigéria        | 0.212  | 51.92 |       |
| 8    | 1    | Patrycja Wyciszkiewicz  | POL Polônia        | 0.174  | 52.51 |       |

#### Semifinal 2
| Pos. | Raia | Atleta           | CON                | Reação | Tempo | Notas           |
| ---- | ---- | ---------------- | ------------------ | ------ | ----- | --------------- |
| 1    | 6    | Shericka Jackson | JAM Jamaica        | 0.184  | 49.83 | Q,              |
| 2    | 5    | Natasha Hastings | USA Estados Unidos | 0.188  | 49.90 | Q,              |
| 3    | 3    | Salwa Eid Naser  | BRN Bahrein        | 0.139  | 50.88 | Recorde pessoal |
| 4    | 8    | Floria Gueï      | FRA França         | 0.178  | 51.08 |                 |
| 5    | 7    | Carline Muir     | CAN Canadá         | 0.226  | 51.11 |                 |
| 6    | 1    | Emily Diamond    | GBR Grã-Bretanha   | 0.178  | 51.49 |                 |
| 7    | 2    | Małgorzata Hołub | POL Polônia        | 0.136  | 51.93 |                 |
| 8    | 4    | Morgan Mitchell  | AUS Austrália      | 0.136  | 52.68 |                 |

#### Semifinal 3
| Pos. | Raia | Atleta               | CON                | Reação | Tempo | Notas |
| ---- | ---- | -------------------- | ------------------ | ------ | ----- | ----- |
| 1    | 3    | Allyson Felix        | USA Estados Unidos | 0.174  | 49.67 | Q,    |
| 2    | 4    | Shaunae Miller       | BAH Bahamas        | 0.167  | 49.91 | Q     |
| 3    | 6    | Libania Grenot       | ITA Itália         | 0.156  | 50.60 | q     |
| 4    | 5    | Christine Day        | JAM Jamaica        | 0.186  | 51.53 |       |
| 5    | 1    | Justyna Święty       | POL Polônia        | 0.171  | 51.62 |       |
| 6    | 2    | Anneliese Rubie      | AUS Austrália      | 0.172  | 51.96 |       |
| 7    | 8    | Kabange Mupopo       | ZAM Zâmbia         | 0.155  | 52.04 |       |
| 8    | 7    | Patience Okon George | NGR Nigéria        | 0.161  | 52.52 |       |

### Final
| Pos.              | Raia | Atleta                  | CON                | Reação | Tempo | Notas |
| ----------------- | ---- | ----------------------- | ------------------ | ------ | ----- | ----- |
| Medalha de ouro   | 7    | Shaunae Miller          | BAH Bahamas        | 0.155  | 49.44 |       |
| Medalha de prata  | 4    | Allyson Felix           | USA Estados Unidos | 0.177  | 49.51 |       |
| Medalha de bronze | 5    | Shericka Jackson        | JAM Jamaica        | 0.176  | 49.85 |       |
| 4                 | 6    | Natasha Hastings        | USA Estados Unidos | 0.161  | 50.34 |       |
| 5                 | 3    | Phyllis Francis         | USA Estados Unidos | 0.219  | 50.41 |       |
| 6                 | 8    | Stephenie Ann McPherson | JAM Jamaica        | 0.133  | 50.97 |       |
| 7                 | 1    | Olha Zemlyak            | UKR Ucrânia        | 0.183  | 51.24 |       |
| 8                 | 2    | Libania Grenot          | ITA Itália         | 0.149  | 51.25 |       |

Legenda
| Recorde mundial      | Recorde mundial (World record)               |                       | Recorde africano                      | Recorde africano (African) |                                           | Q | Classificado por posição (Qualified) |
| Recorde olímpico     | Recorde olímpico (Olympic record)            | Recorde da América    | Recorde da América (Americas)         | q                          | Classificado por melhor tempo (Qualified) |   |                                      |
| Melhor marca do ano  | Melhor marca do ano (World leading)          | Recorde asiático      | Recorde asiático (Asian)              | DNS                        | Não largou (Did not start)                |   |                                      |
| Recorde nacional     | Recorde nacional (National record)           | Recorde europeu       | Recorde europeu (European)            | DNF                        | Não terminou (Did not finish)             |   |                                      |
| Recorde pessoal      | Recorde pessoal do atleta (Personal best)    | Recorde da Oceania    | Recorde da Oceania (Oceania)          | DSQ / DQ                   | Desclassificado (Disqualified)            |   |                                      |
| Recorde da temporada | Recorde da temporada do atleta (Season best) | Recorde sul-americano | Recorde sul-americano (South America) | NM                         | Sem marca (No mark)                       |   |                                      |